# Nederlandsche Cocaïnefabriek

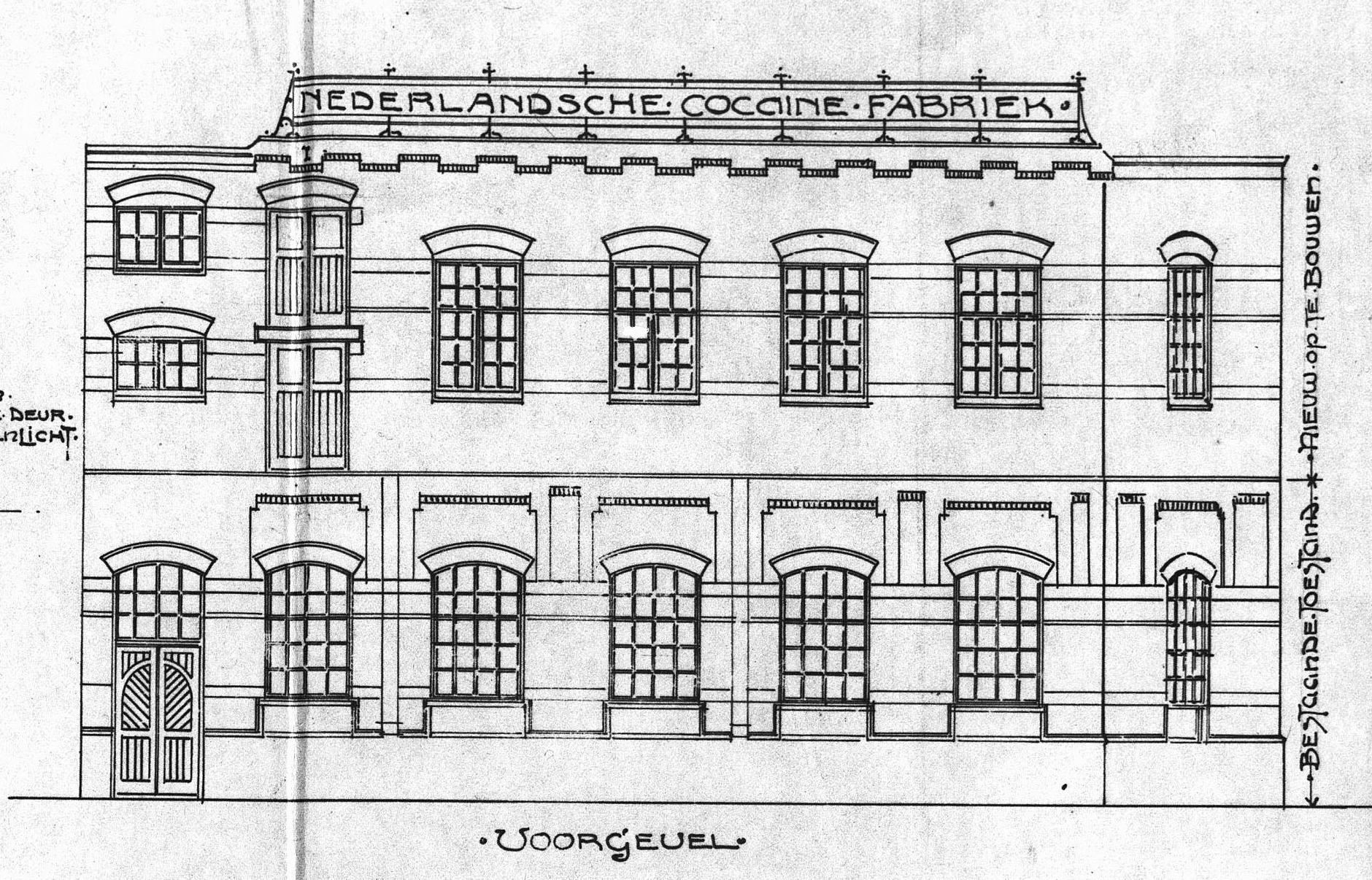
Uitsnede met de voorgevel van de fabriek van het uitbreidingsplan uit 1902 van H.H. Baanders voor de locatie Eerste Schinkelstraat 30

De Nederlandsche Cocaïnefabriek (NCF) was een in Amsterdam gevestigde fabriek die aanvankelijk in de 20e eeuw op grote schaal cocaïne produceerde voor medicinale doeleinden uit in Nederlands-Indië geteelde cocaplanten. Later produceerde de fabriek onder andere novocaïne, morfine, heroïne en efedrine.

## Geschiedenis

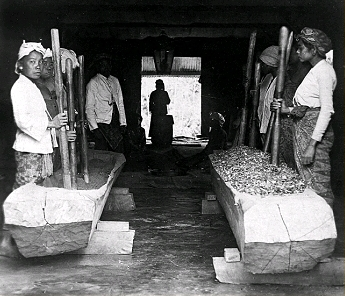
Arbeiders op Java die de cocabladeren fijnstampen

In 1878 werden de eerste cocastruiken vanuit Bolivia naar 's Lands Plantentuin te Buitenzorg op Java gebracht. Kort daarop werd gestart met de verbouw van het gewas voor commerciële doeleinden op Java, Madoera en Sumatra. Vooral de Koloniale Bank van Amsterdam speelde een belangrijke rol in de cocaproductie en -handel. Uit de jaarverslagen van deze bank blijkt dat al in 1891 bijna twintig ton bladeren verhandeld werd. Gedurende de jaren daarna tot aan de eeuwwisseling verhandelde de Koloniale Bank tussen de 34 en 81 ton cocabladeren.
In eerste instantie werden de partijen naar Duitsland geëxporteerd, maar door de groeiende vraag naar cocaïne en de stijgende productie op Java zag men ook brood in de eigen fabricage van cocaïne. De Nederlandsche Cocaïnefabriek werd daartoe door de Koloniale Bank (later Cultuur-, Handels- en Industriebank, daarna Cultuurbank NV), op 12 maart 1900 opgericht.
De verwerking tot cocaïne vond plaats in een door H.H. Baanders ontworpen gebouw op de hoek van de Eerste Schinkelstraat en de Schinkelkade te Amsterdam. Het product werd gebruikt als geneesmiddel voor hals-, borst- en longziekten. In 1902 werd de fabriek aan de Schinkelkade uitgebreid. Rond 1909 werd aan de Duivendrechtsekade een nieuwe fabriek gevestigd die gaandeweg steeds verder werd uitgebreid.
Aanvankelijk profiteerde de NCF van de Eerste Wereldoorlog, doordat grote concurrent Merck KGaA geen toegang meer had tot sommige afzetmarkten, en de aanvoer van grondstoffen ook in het gedrang kwam. De NCF kon hier handig van profiteren en breidde verder uit. Er gold weliswaar een exportverbod voor geneesmiddelen uit het neutrale Nederland, maar de NCF kreeg hier een ontheffing voor. Toch kreeg ook de NCF later te maken met diverse ontwrichtingen als gevolg van de oorlog, zoals een tekort aan grondstoffen door de onbeperkte duikbotenoorlog vanaf 1917.
De Opiumwet uit 1919 bepaalde dat cocaïne alleen maar geproduceerd mocht worden door bedrijven met een vergunning. Dat was op zich niet zo bezwaarlijk, want dergelijke vergunningen werden zonder problemen verstrekt door de overheid en zeker aan de "eigen" Nederlandsche Cocaïnefabriek in Amsterdam. In 1928 mocht het echter alleen nog als geneesmiddel worden vervaardigd en niet meer als genotmiddel. Niet alle omringende landen hadden echter aan de conferentie in Den Haag deelgenomen en de vrijhandel en productie bleef.
In 1923 bedroeg de aanplant op Java ca. 1400 hectare. Begin jaren twintig vervaardigde de NCF 20% van de cocaïne in de wereld en was marktleider. De hoogste jaarproductie lag op circa 1500 kilo. In de Opiumwet van 1928 werden de bepalingen van het opiumverdrag van Genève uit 1925 overgenomen. Met een certificatenstelsel voor de in- en uitvoer werd de internationale handel beperkt tot verdovende middelen voor medische en wetenschappelijke doeleinden.
Tijdens de Tweede Wereldoorlog werd in de fabriek efedrine geproduceerd.
In de jaren zeventig werd de fabriek overgenomen door AkzoNobel. Tot oktober 1972 was de Nederlandse Cocaïnefabriek een naamloze vennootschap. De doelstelling was allang veel breder dan "het vervaardigen van chemische producten, in hoofdzaak cocainum hydrochloricum en bijproducten en de verkoop daarvan". In maart 1975 werd de naam gewijzigd in NCF Holding BV, met AkzoNobel als moedermaatschappij. Cocaïne was een te beladen onderwerp geworden om nog voluit onderdeel van de naam van de fabriek te kunnen zijn.

## Onjuistheden
Over de onderneming zijn in de loop der geschiedenis misvattingen en onjuistheden ontstaan, waaronder dat ze:
- de grootste cocaïnefabriek wereldwijd was
- amfetamine produceerde
- tijdens de Eerste Wereldoorlog aan alle strijdende partijen leverde.

## Media
In de roman De Handelsreiziger van de Nederlandsche Cocaïne Fabriek (2009) beschrijft Conny Braam belevenissen van handelsreiziger Lucien Hirschland van deze onderneming, zijn jongere zuster Swaantje en de Engelse onderwijzer en oorlogsinvalide Robin Ryder in de tijd voor, tijdens en na de Eerste Wereldoorlog en het interbellum. Ze deed daarvoor uitgebreid onderzoek en verwerkte in haar boek gegevens over productie en leveringen. Oud-werknemer van de fabriek H.H. Bosman trok in 2012 veel van haar bevindingen ernstig in twijfel, aan de hand van gegevens uit zijn proefschrift over de geschiedenis van de Nederlandsche Cocaïnefabriek.

## Trivia
- Een van de werknemers in de fabriek was de latere historicus Ger Harmsen, die in 1938 op 19-jarige leeftijd bij de NCF als spoeljongen begon.[8] Hij behaalde het diploma voor chemisch analist en bleef in het bedrijf werken tot 1941.